# Arremon phygas
Arremon phygas là một loài chim trong họ Emberizidae.